# Leucophora hangzhouensis
Leucophora hangzhouensis är en tvåvingeart som beskrevs av Fan 1988. Leucophora hangzhouensis ingår i släktet Leucophora och familjen blomsterflugor. Inga underarter finns listade i Catalogue of Life.